# Пещера Мармс

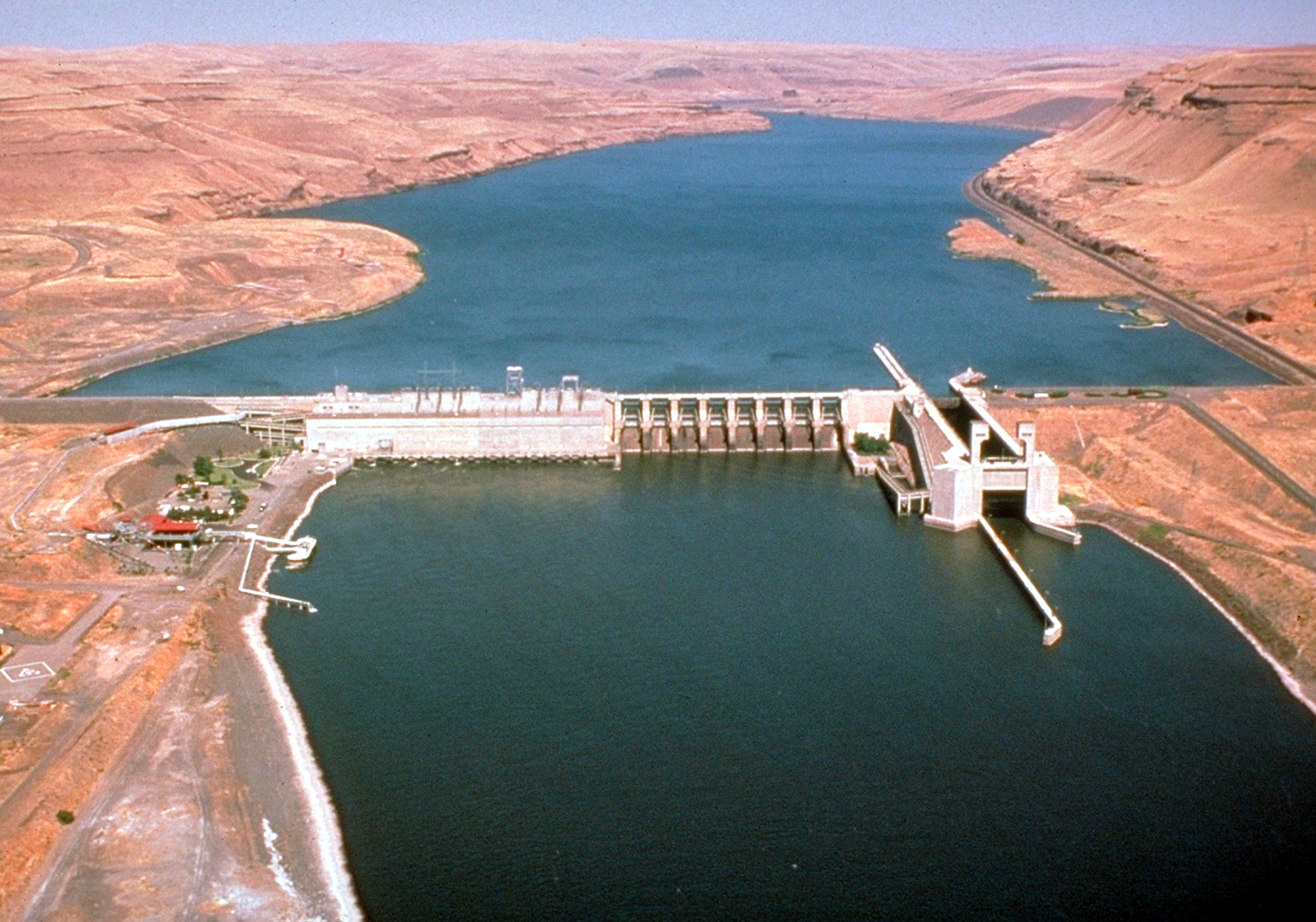
Строительство плотины Лауэр-Монументал повысило уровень реки Палус настолько, что пещера Мармс была полностью погреблена под водой

Пещерное жилище Мармс (англ. Marmes Rockshelter; также известно как (45-FR-50)) — археологический памятник, впервые раскопанный в 1962 году, вблизи слияния рек Снейк и Палус в округе Франклин на юго-востоке штата Вашингтон. Памятник примечателен тем, насколько хорошо в пещере сохранился органический материал, глубиной стратиграфических отложений и древностью обнаруженных здесь костных останков. Жилище обнаружено на земле, принадлежавшей Роланду Мармсу (отсюда название) и в момент открытия считалось древнейшим местом обитания индейцев в Северной Америке. В 1966 году, наряду с Чинук-Пойнт, пещера оказалась первой в списке Национальных исторических достопримечательностей штата Вашингтон.
В 1969 году памятник был затоплен в результате того, что мини-дамба, воздвигнутая для его защиты от вод недавно сооружённого водохранилища у Нижней монументальной дамбы, которая находилась в 32 км вниз по реке Снейк, не смогла удержать воду, которая протекла в охранную зону через гравий в почве, в результате чего образовалось озеро Герберт Уэст.

## Раскопки
Впервые на существование археологического памятника в пещере обратил внимание профессора Ричарда Догерти в 1952 году местный владелец ранчо по имени Джон Макгрегор. В 1962 году Ричард Догерти и Роалд Фрикселл, при поддержке Университета штата Вашингтон и Службы национальных парков, начали здесь раскопки, которые продолжались до 1964 года. В 1965 г. Фрикселл вернулся на место раскопок вместе с профессором Карлом Густафсоном и студентами Университета штата Вашингтон, и по их просьбе Роланд Мармс, владелец участка, бульдозером вырыл перед пещерой траншею, в которой были найдены костные останки людей и лося, датированные радиоуглеродным методом около 10000 лет назад. В 1968 году Фрикселл вновь вернулся на это место вместе с несколькими профессорами университета штата Вашингтон и приглашённым профессором из Польши, а также представителями Геологической службы США, вместе с которыми обнаружил новые останки людей и животных, а также костяные орудия. 29 апреля того же года сенатор от штата Вашингтон, Уоррен Мэгнусон, выступил с публичным заявлением о находках.

## Находки
В ходе раскопок были обнаружены свидетельства обитания здесь людей в течение почти 8 тыс. лет, начиная с эпохи около 11230 лет назад. Обитатели пещеры охотились на таких животных, как лось и олень, при помощи атлатля, а также на животных меньшего размера, например, бобров, и собирали моллюсков в реках.
Также при раскопках были найдены могилы, в которых обнаружены бусины, вырезанные из раковин моллюсков и наконечников копий. В одной из могил, где был погребён ребёнок, было обнаружено пять одинаковых каменных ножей. Также были обнаружены наконечники стрел из халцедона и сланца. Предметы, найденные в верхних слоях, были выполнены из агата, который отсутствует в данной местности. Также обнаружены каменные изделия, такие, как скребки, используемые для выделки шкур, ступки и пестики. В слоях, датируемых около 7000 лет назад, обнаружено большое количество раковин улиток en:Olive shell, импортированных с тихоокеанского побережья США, более чем в 300 км от пещеры. В большинстве раковин имелись отверстия, просверленные предположительно для нанизывания раковин на ниточки бус.
Анализ пыльцы, обнаруженной в пещере, показал, что непосредственно после отступления ледников около 13000 лет назад здесь была степная экосистема, которая, в свою очередь, сменилась смешанными сосново-еловыми лесами, а в настоящее время местность представляет собой прерию, заросшую полынью.
Кроме того, здесь была обнаружена одна из пяти известных Индейских медалей мира, по-видимому, врученная одному из местных вождей (предположительно племени не-персе) экспедицией Льюиса и Кларка. Позднее медаль была возвращена племени не-персе и вновь погребена в соответствии с Законом о защите и репатриации могил коренных американцев.

## Затопление памятника
После того, как потерпел неудачу законопроект по выделению средств на защиту памятника, тогдашний президент Линдон Джонсон подписал указ о выделении средств Армейскому инженерному корпусу на сооружение защитной дамбы вокруг памятника, чтобы защитить его от затопления, предполагавшегося ввиду сооружения водохранилища у Нижней монументальной дамбы. Позднее в том же году Догерти покинул место раскопок, и проект возглавил Фрикселл. Однако всего через три дня после ввода в эксплуатацию Нижней монументальной дамбы в феврале 1969 года памятник был полностью затоплен в связи с просачиванием воды сквозь слои гравия, что не было принято во внимание ранее. Несмотря на это, по мере затопления памятника команда археологов наложила на него пластиковые листы, покрытые гравием, с тем, чтобы защитить его для будущих раскопок.
Местонахождение раскопок в настоящее время остаётся известным, однако памятнику грозит эрозия ввиду постоянного движения моторных лодок по озеру. Армейский инженерный корпус США по состоянию на 2004 год считает, что памятник находится в «удовлетворительном» состоянии с точки зрения возможных угроз.